# Mihail Kacsics
Mihail Kacsics a fost voievod al Transilvaniei între 1209 și 1212, fiind succesorul lui Benedict, fiul lui Conrad (1208 - 1209). 
Ca membru al unei familii nobiliare originare din nordul Ungariei, în timpul în care a slujit ca voievod, Mihail a primit feude în părțile răsăritene ale comitatului Cluj. Numit ulterior ban al Sloveniei, a părăsit Ardealul păstrându-și probabil moșiile. I-a urmat la conducere Berthold de Andechs-Merania, arhiepiscop de Calocea (1212 - 1213).
A ocupat demnitatea de voievod al Transilvaniei a doua oară, venind la conducere în 1222.
Fratele său, Simon, fusese unul dintre primii mari seniori din nordul Ungariei, care s-a stabilit in Ardeal, pentru o scurtă perioadă însă, moșiile fiindu-i confiscate pentru implicarea în complotul din 1213, complot care viza asasinarea reginei Gertrude a Ungariei.